# دادگان بیماری‌ها
دادگان بیماری‌ها (Diseases Database) یک وب‌گاه آزاد است که اطلاعاتی دربارهٔ ارتباط میان بیماریها و اختلالات، نشانه‌های بیماری و داروها ارائه می‌دهد. این دادگان توسط شرکت Medical Object Oriented Software Enterprises, Ltd (به‌اختصار: MOOSE)، واقع در انگلستان، اداره می‌شود.